# L'Enorme
L'Énorme, d'abord appelée L'Enorme TV (parfois écrit L'Enôrme TV) puis Enorme TV, est une chaîne de télévision privée française lancée le 7 décembre 2011, appartenant à LCTVI.
La chaîne avait initialement cessé d'émettre le 31 décembre 2016.
Néanmoins, le groupe LCTVI, propriétaire de la chaîne, a annoncé être en discussion avec deux potentiels repreneurs qui pourraient racheter la chaîne et par conséquent lui permettre de continuer la diffusion de ses programmes. En attendant qu'un accord soit trouvé avec un repreneur, les contenus originaux produits par la chaîne sont, après le 31 décembre 2016, diffusés exclusivement par le biais de la page Facebook de la chaîne et Freebox TV.
Énorme TV devient le 15 septembre 2017 L'Énorme.

## Historique
Fondé par des entrepreneurs, notamment Jean-Louis Vilgrain, Sébastien Vilgrain et Jean-Sébastien Ventura, le Groupe audiovisuel LCTVI édite Enorme TV, une chaîne de télévision gratuite dédiée au contenu décalé et hors norme, à partir de décembre 2011.
Le dirigeant d'un groupe agroalimentaire, Jean-Louis Vilgrain, appartient à une famille passionnée de théâtre. Déjà propriétaire du Théâtre Montparnasse à Paris, le groupe agroalimentaire contribue à la création d'une coopérative chargée de gérer les droits de « captation » (tournages) de pièces de théâtre et spectacles vivants. La société d'édition audiovisuelle « Les Chaînes TV interactives » (LCTVI) est fondée et dirigée par Sébastien Vilgrain, fils de Jean-Louis Vilgrain. Filiale à 100 % du groupe industriel son budget serait, selon ses dirigeants, « équivalent à celui d'une chaîne locale ». En mars 2013, le même éditeur lance « la chaîne Théâtres », accessible dans un premier temps par satellite, via le bouquet Fransat.
Lancée d'abord uniquement sur les réseaux TV de l'opérateur SFR (canal no 155) le 7 décembre 2011, puis conventionnée par le Conseil supérieur de l'audiovisuel le 29 juin 2012, Enorme TV est un temps candidate à une fréquence de TNT nationale en TVHD, avant de se retirer en mars 2012. Le 1er avril 2013, la chaîne est reprise sur le réseau de l'opérateur Free, sur le canal no 125, puis rejoint les réseaux La TV d'Orange (canal no 131) et Virgin Box (canal no 78) le 11 juin 2013 et le réseau Bouygues Bbox (canal no 92) le 18 juin 2013.
En octobre 2014, L'Enorme TV fait peau neuve et devient Enorme TV. D’abord installée à Paris, près du canal Saint-Martin, elle a récemment[Quand ?] investi les 1 500 m2 de l’ancien espace Kiron qui s'appelle maintenant L'Antenne, avec les autres sociétés liées au groupe LCTVI : la Chaine Théâtres, CampagnesTV et GF Production.
Le 8 avril 2015, Énorme TV a ajouté un bloc de programmation Adult Swim. Diffusé quotidiennement à 19h, il a diffusé en inédit Black Jesus (saison 1), Loiter Squad (les 3 saisons en inédit) et Robot Chicken (rediffusions, seule série restée jusqu'en juin),,. Il était prévu d'ajouter d'autres séries dès la rentrée 2015 comme Eagleheart et NTSF SD SUV mais elles ne l'ont pas été. Le bloc a disparu fin juin 2016.
L'arrêt définitif de la chaîne avait été annoncé pour le 31 décembre 2016, faute de succès, mais elle va continuer sa diffusion avec des rediffusions.
Sur Free, un mire arrive annonçant qu'elle n'est plus diffusée "pour des raisons indépendantes de notre volonté", puis elle est retirée.
En avril 2017, Gong Media a racheté Énorme TV,.
Énorme TV devient L'Énorme le 15 septembre 2017. En même temps, son ancien site internet cesse d'être actualisé, et un nouveau est créé, qui propose le service L'Enorme Replay qui permet de revoir les programmes de la chaîne.

## Identité visuelle

Logo L'EnormeTV du 7 décembre 2011 à octobre 2014.
Logo EnormeTV de octobre 2014 au 15 septembre 2017
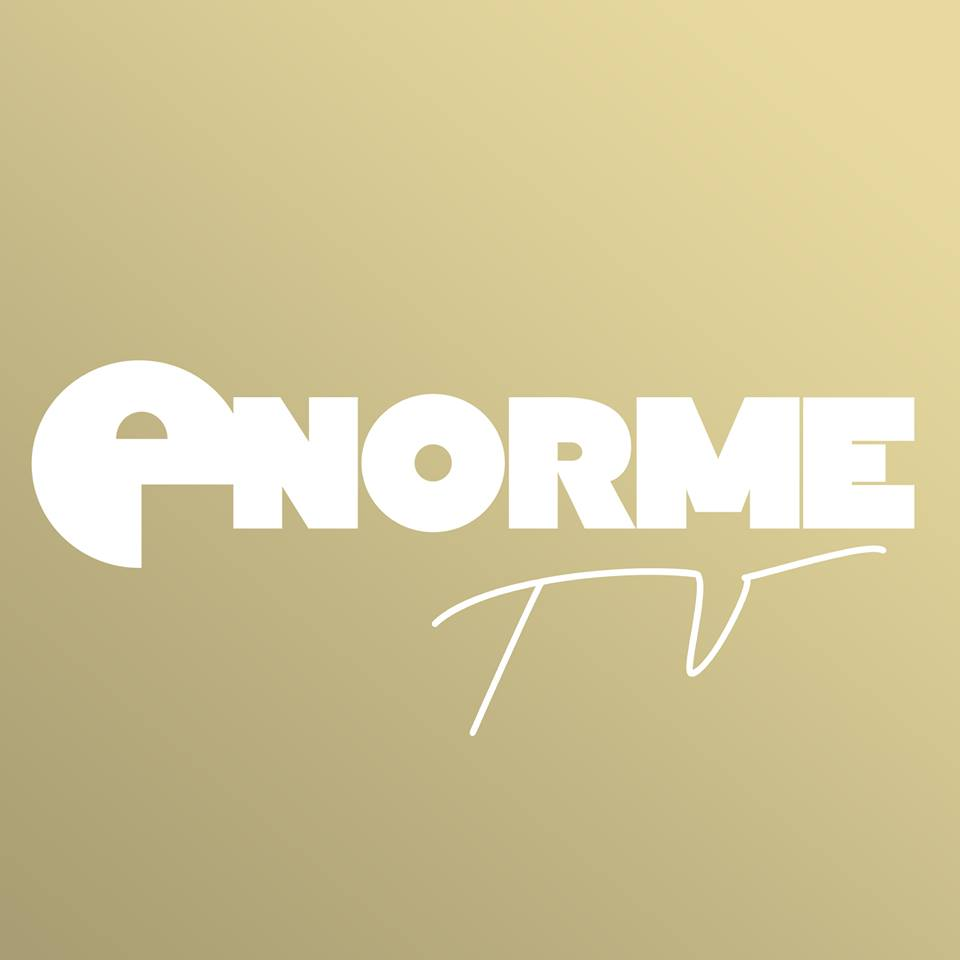
Autre version du logo EnormeTV de octobre 2014 au 15 septembre 2017
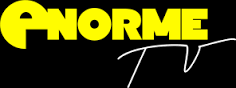
Autre version du logo EnormeTV de octobre 2014 au 15 septembre 2017
Logo de L'Enorme depuis le 15 septembre 2017

## Slogans
- Du 7 décembre 2011 à 2014 : « La TV hors norme »
- D'octobre 2014 au 14 septembre 2017 : « La seule chaîne TV d'humour gratuite de la galaxie ! »[7]
- Depuis le 15 septembre 2017 : " C'est pas ailleurs, c'est sur L'Enorme[8]"

## Programmes
La chaîne diffuse 24 heures sur 24 et 7 jours sur 7 et propose chaque jour de nombreux programmes dédiés à l’humour.
Parmi les programmes phares de la chaine, on retrouve Open Bar, une émission animée par Laurent Baffie, et son équipe de chroniqueurs (François Rollin, Raphaël Mezrahi, Pascal Sellem, Delphine Baril ou encore Frédéric Martin). Dans cette émission diffusée chaque samedi à 22h il reçoit ses invités dans son bar et aborde avec eux divers sujets sur le ton d’une conversation décontractée et sans tabous.
Diffusée tous les samedis à 20h50, l’émission Battle Show, imaginée par Jérémy Ferrari, présentée par Yann Stotz et réalisé par Anthony Adam, permet à des artistes de différents domaines de "s'affronter" devant un public qui décide ensuite lesquels d'entre eux peuvent revenir la semaine suivante.
Sont également présents dans la grille le Fat Show présenté par McFly et Carlito du spectacle vivant (Samba Show, Montreux Comedy Festival), un zapping totalement inédit et délirant avec Best Of Fun, du cinéma avec des comédies et les soirées Bollywood du dimanche soir, des séries, et une soirée Metal tous les jeudis soirs avec les deux émissions MetalXS (proposée en partenariat avec HardForce) et Une Dose 2 Metal présentée par Stéphane Buriez – leader du groupe Loudblast - et Caroline Barel. ÉnormeTV est d'ailleurs la seule chaîne à diffuser des programmes dédiés au metal.
La chaîne diffuse également des séries animées, notamment Nicky Larson et Le Collège fou, fou, fou.
En mars 2016, la chaîne diffuse également Draculi & Gandolfi (saison 3 intitulée Chevalier Academy,), une série avec Jean-Pierre Castaldi, Anthony Joubert, Jean-Louis Barcelona et Michel La Rosa.

## Diffusion
- Canalsat (canal no 169)
- La TV d'Orange (canal no 131)
- Virgin Box (canal no 78)
- Bbox TV (canal no 92)
- Freebox TV (canal no 125)